# Минасбекян, Михаил Сергеевич
Михаил Сергеевич Минасбекян (11 апреля 1934 — 15 января 2018, Москва, Россия) — советский, армянский и российский учёный, партийный и государственный деятель, бизнесмен. Первый секретарь Ереванского горкома КПСС (1988—1990), народный депутат СССР (1989—1991).

## Биография
Родился в семье наркома лесной промышленности Армении Сергея Григорьевича Минасбекова (1901—1979) и Гаяне Артёмовны Осепьян (Осипянц, 1905—1983).
Окончил среднюю школу им. Мравяна Еревана (1952) и МВТУ им. Баумана (1958). После окончания вуза несколько лет работал в Москве в оборонном КБ № 16, затем в 1960-е годы вернулся в Армению по приглашению академика Иосифьяна и стал работать в Всесоюзном научно-исследовательском институте комплексного электрооборудования на базе «Армэлектрозавода», прошёл путь до начальника отдела. Занимался усовершенствованием двигателей внутреннего сгорания, газотурбинными установками. Стоял у истоков создания в Армении завода авиационного приборостроения (Ереванского завода автоматических систем «Раздан»), работал директором объединения «Армавиакомплекс».
С 1975 года работал секретарём Ереванского городского комитета КПСС, курировал вопросы науки, промышленности, транспорта, связи, строительства. С 1980 года — заведующий отделом по транспорту, связи и дорожному строительству ЦК КП Армении. Под его руководством проходила реконструкция ереванского аэропорта «Звартноц», который по инициативе Минасбекяна единственный во всём СССР получил название на национальном языке.
В 1988 году избран первым секретарём Ереванского горкома партии. На этой должности занимался в том числе налаживанием хозяйственных связей с Нагорно-Карабахской АО, участвовал в организации ликвидации последствий Спитакского землетрясения.
В 1989 году избран народным депутатом СССР от Ереванского — Орджоникидзевского национально-территориального избирательного округа № 388, причём выдвигался не от КПСС, а как независимый кандидат. Стал организатором депутатской группы «Справедливость» и межфракционного объединения «Согласие». С 1990 года также работал заместителем председателя Государственного комитета СССР по национальным вопросам.
После распада СССР проживал в Москве. Работал президентом Экономического совета по развитию предпринимательства и инвестиций Российской Федерации, руководителем московско-армянской Торгово-промышленной компании «МАКо». В 1990-е годы входил в политсовет Движения демократических реформ. Академик РАЕН, академик Инженерной академии наук Армении.
Скончался 15 января 2018 года в Москве на 84-м году жизни.

## Личная жизнь
Супруга — Армаганова Ирма Рафаеловна, преподаватель французского языка. Дети — Сергей (1964—2008) и Рафаел (род. 1968).